# Ратмайнс

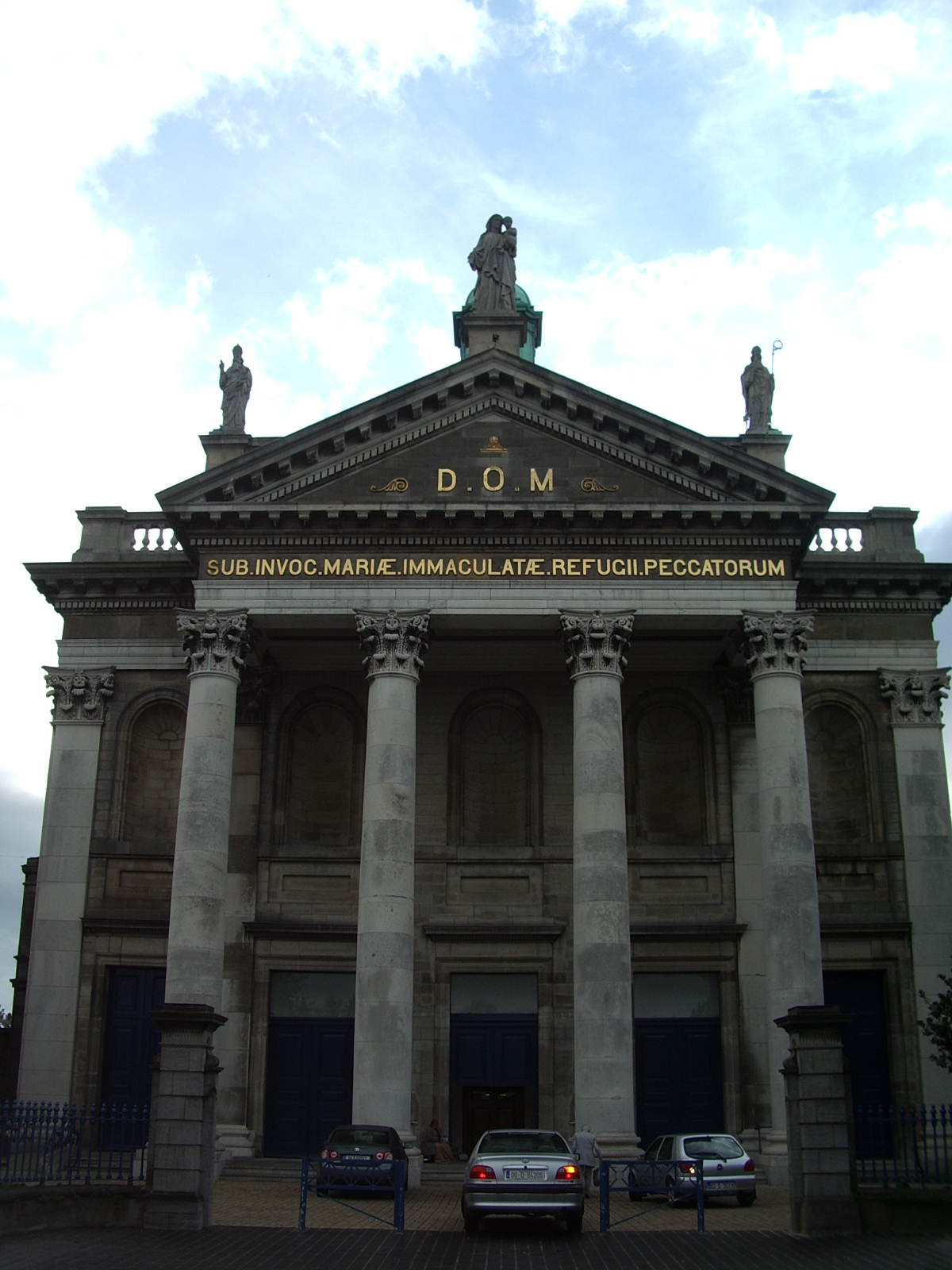

Ратмайнс (англ. Rathmines; ирл. Ráth Maonais) — городской район Дублина в Ирландии, находится в административном графстве Дублин (провинция Ленстер).
Местная железнодорожная станция была открыта 16 июля 1896 года и закрыта 1 января 1959 года.